# Église Saint-Nicolas de Štip
L'église Saint-Nicolas (en macédonien : Црква „Св. Никола“) est une église orthodoxe située à Štip, ville de l'est de la Macédoine du Nord. Elle se trouve dans le centre de la ville, près du musée de Štip et en contrebas de la forteresse d'Isar. Elle sert de cathédrale à l'éparchie de la Bregalnica, qui couvre le centre-est du pays.

## Description
L'église actuelle a été construite sur les ruines d'un temple plus ancien, daté de 1341. Elle est consacrée le 10 mai 1867. C'est une basilique à plan treflé, entourée de porches à l'ouest, au nord et au sud. L'intérieur est décoré de fresques et d'éléments en bois sculpté.

## Galerie
L'église comprend une galerie d'icônes gérée par le musée de Štip. Les œuvres exposées datent pour la plupart du XIXe siècle, mais certaines ont aussi été peintes au XVIIe et au XVIIIe siècle, majoritairement par des artistes locaux. La galerie présente aussi quelques objets liturgiques et des couronnes de mariage du XIXe siècle. Par ailleurs, le musée de Štip expose d'autres icônes dans l'église de l'Assomption du village de Novo Selo, situé à la sortie de la ville.